# غولان (أرومية)
غولان هي قرية في مقاطعة أرومية، إيران. عدد سكان هذه القرية هو 1,084 في سنة 2006.